# Kuriakose Mor Gregorios
Kuriakose Mor Gregorios (ur. 16 stycznia 1954 w Mannar) – duchowny Malankarskiego Syryjskiego Kościoła Ortodoksyjnego, będącego częścią Syryjskiego Kościoła Ortodoksyjnego, od 2007 biskup pomocniczy Knanaya odpowiadający za region Kalisserry tej archidiecezji.

## Biografia
Święcenia kapłańskie przyjął 28 sierpnia 1980 r. 2 lutego 2007 r. patriarcha Antiochii Ignacy Zakka I Iwas wyświęcił go na biskupa. Uroczystość odbyła się w Damaszku.